# Chi Sơ ri
Chi Cùm rìa (Xơ ri vuông) (danh pháp khoa học: Malpighia) là một chi của khoảng 45 loài cây bụi hoặc cây thân gỗ nhỏ trong họ Sơ ri (Malpighiaceae), có nguồn gốc ở khu vực Caribe, Trung Mỹ, và miền bắc Nam Mỹ. Các loài có thể cao tới 1–6 m, với tán lá dày, thường có gai. Lá thường xanh dạng lá đơn, dài 0,5–15 cm, với mép lá trơn hoặc có răng cưa. Hoa đơn hoặc mọc thành tán với từ 2 hoa trở lên trong một cụm, mỗi hoa có đường kính khoảng 1–2 cm với 5 cánh hoa có màu trắng, hồng, đỏ hay tía. Quả là loại quả mọng màu đỏ, da cam hay tía, chứa 2-3 hạt cứng. Nó là loại quả có vị ngọt và nhiều nước, rất giàu vitamin C.

## Một số loài điển hình
- Malpighia aquifolia
- Malpighia coccigera
- Malpighia cubensis
- Malpighia emarginata
- Malpighia glabra (sơ ri)
- Malpighia mexicana
- Malpighia suberosa
- Malpighia urens